# Samtgemeinde Schöppenstedt
De Samtgemeinde Schöppenstedt was een Samtgemeinde in de Duitse deelstaat Nedersaksen. Schöppenstedt was een samenwerkingsverband van zes kleinere gemeenten in de Landkreis Wolfenbüttel. Het bestuur was gevestigd in Schöppenstedt. Op 1 januari 2015 fuseerde de Samtgemeinde met de Samtgemeinde Asse tot de Samtgemeinde Elm-Asse.

## Deelnemende gemeenten
- Dahlum
- Kneitlingen
- Schöppenstedt *
- Uehrde
- Vahlberg
- Winnigstedt